# Meliboeus macnamarai
Meliboeus macnamarai es una especie de escarabajo del género Meliboeus, familia Buprestidae. Fue descrita científicamente por Théry en 1930.